# Dzidzileyla
Dzidzilela, Dzidzilejla, Dzidzilelja – rzekoma bogini polska. Pierwszy raz wymieniona przez Jana Długosza jako polska odpowiedniczka rzymskiej bogini Wenus, bogini małżeństwa. Współcześnie autentyczność bogini odrzucana jest przez większość badaczy i uważa się, że teonim ten powstał na skutek uznania fragmentu pieśni ludowych za nazwę własną.

## Źródła
Dzidzilela pojawia się po raz pierwszy w Rocznikach Jana Długosza, który porównał ją do Wenery – rzymskiej bogini miłości:

Wenerę nazywali Dzidzileylą i mieli ją za boginię małżeństwa, więc też upraszali ją o błogosławienie potomstwem i darowanie im obfitości synów i córek.

Za Długoszem informacje o Dzidzileli zostały powtórzone przez Macieja Miechowitę, Marcina Kromera, Alessandra Guagniniego, Macieja Stryjkowskiego, Marcina i Joachima Bielskich i Jakuba Wujka w następujących wariantach: Dzidzilia, Zizilia, Zyzylia, Zezylia.

## Historyczność
Autentyczność Dzidzileli, podobnie jak innych bóstw Długoszowych, pierwotnie nie była podważana. Sytuacja ta zmieniła się, gdy krytyki źródeł o bogini dopuścił się Aleksander Brückner. Pierwotnie uznał on historyczność bogini odczytując jej imię jako Dziecilela, które miało oznaczać ‘lelająca dzieci’ (staropolskie lelać ‘kołysać’), odrzucając jej funkcję bogini miłości przypisanej przez Długosza. Kilka lat później zwrócił uwagę na podobieństwo ze słowem dziedziły ‘dziady’. Ostatecznie jednak odrzucił autentyczność bogini argumentując, że oryginalny zapis Długosza nie wspiera takiej interpretacji, a dziedziły uznając za współczesny wymysł. Uznał on, że Dzidzilela wywodzi się z refrenów pieśni ludowych; nie wiedział jednak, jak zinterpretować pierwszy człon, dzidzi – wskazał, że tak jak przed fragmentem refrenu łado (patrz: Łada) pojawiają się słowa wielom czy lelom, pojawić się mogło dzidzi lub coś podobnego. W przypadku drugiego członu, -ilelya, uważał, że mógł się on wywodzić od rzekomego teonimu Ileli (łac. Yleli, Ylely) wymienianego w kazaniach kościelnych. Podobnie uważał Henryk Łowmiański.
W przypadku analizy zapisu rękopiśmiennego Długosza (Dzydzilelya), rekonstrukcja Dziecilela zaproponowana przez Brücknera, z której ostatecznie zrezygnował, była dowolnym odczytem dz jako polskie ⟨c⟩, a y jako słowiańskie ⟨ě⟩.
Według Zoriana Dołęga-Chodakowskiego teonim ten powstał od frazy typu „oj, didi Lelo”. Niezależnie do podobnego wniosku doszedł Anatolij Żurawlow, który rekonstruował *did(i) lel(e) jako formułę pieśniową, podobną do *dedъ lada występującą we wschodniosłowiańskich pieśniach kalendarzowo-obrzędowych. Taką rekonstrukcję wspierają formuły wschodnio- i południowosłowiańskie, np.: serbskie i chorwackie „Kraļu! Lelo!”, „Pero, lelo!”, „Lele mužu”, „Jelo le!”, „lelja le”, bułgarskie „Tatko-le”, „Lubo-le”, „Vily-le”, „Goro-le”, rosyjskie „Lele didu”, „lele babo” itp., których struktura składa się z imienia (wołacz lp) + *le lub *lele/*lelo.
We fragmentach wschodniosłowiańskich pieśni ludowych pojawia się często niezrozumiałe słowo did-, np.: ukraińskie „Oj, didi Lelo”, „Did i Did i Łado”, „Oj Did, Did i Łado”, czy rosyjskie, „Oj Did i Łado”, „Dido kalina! Lela malina”, który ma swój odpowiednik w starolitewskim didys, litewskim dialektycznym dzidzis, litewskim didys, który także występuje np. w pieśniach: „Oj did, didi...”, „Ar i didi...”, „Didi diwaj buwo”, „Didis... Dewie!”. Słowo to jest wytłumaczalne w kontekście bałtyjskim, i związane jest ono z litewskim didis ‘wielki’. Z tego powodu część badaczy folkloru uznawała, że słowo to zostało zapożyczone z języka bałtyjskiego do wschodniosłowiańskiego (np. Andriej Faminstyn), lecz przykład fragmentu starosłowackiej pieśni „Didi-Jane”, „Didi-Jene” oznaczającej ‘o św. Janie’, śpiewanej podczas dnia św. Jana może wskazywać, na rodzime, słowiańskie pochodzenie tego słowa – domniemane prasłowiańskie *did- ‘wielki’, podobnie jak bałtyjski odpowiednik, byłoby kontynuantem praindoeuropejskiego *d(e)ih₂-dʰe ‘być widocznym’. Możliwe więc, że w pierwszym członie formuły pieśniowej „imię + lelo” znajduje się polski kontynuant prasł. *did-, które mogło dać formułę pieśniową *didi lela lub *didi lelo, która przez Długosza została uznana za nazwę własną, a następnie uznana za bóstwo. Według Michała Łuczyńskiego taka interpretacja jest najbardziej prawdopodobna. Za uznaniem Dzidzileli jako relikt pogańskiego języka obrzędowego, a nie bogini, opowiadał się także Anatolij Żurawlow, Wiaczesław Iwanow i Władimir Toporow , oraz inni badacze.
Mało prawdopodobny jest związek ze zlatynizowanym imieniem Didislav, które prawdopodobnie oddaje zachodnio-południowosłowiańskie *Didislavъ, oraz staropolskim nazwiskiem Dzidziula, gdyż ich zapis może być skażony, np. słowiańskie ⟨ě⟩ niestandardowo zapisane jako i, na co można wskazywać starosłowacka nazwa osobowa Dedislav. W przypadku imienia Didislav, jeżeli zapis jest prawidłowy, z analizy wynika, że pierwszy człon to rozkaźnik od niezachowanego w żadnym języku, hipotetycznego prasłowiańskiego czasownika *diditi o nieznanym znaczeniu, co także powoduje problemy, a etymologia tego imienia może być też wyjaśniona w inny sposób.
Odczytanie nazwy jako imienia podobnego do staropolskiego *Lelistryj (XII w.), z członem będącym terminem rodowym, gdzie pierwszy człon wywodzi się od prasłowiańskiego *dědъ ‘dziad’ jest również mało prawdopodobne, ponieważ w nazwach osobowych *dědъ przechodziło w człon *Dědo- lub *Dědu-, np.: staropolskie Dziadumiła, czeskie Dědomil, chorwackie Djedomir, rosyjskie *Dedoslavъ. Należałoby więc oczekiwać formy *Dziadolela, która na którą jednak nie wskazuje zapis Długosza. Z teonimem nie można też wiązać staropolskiego nazwiska Dzidziula (łac. Dzydzula (1485), Dzidziuła (XVIII w.)), które łączono ze słowem dziad oraz z nazwiskami z podobnym zakończeniem, np. Dziadul, Sowul, Szewczul i innymi, jednakże jest to spolonizowane nazwisko litewskie (lit. Dìdelis, Didžiùlis).
W przypadku późniejszych wydań Roczników Długosza, gdzie znajdują się zapisy Dzidziela (kodeks Rozrażowskiego) i Dzidzielia (wydanie Dobromiła) teonim można rekonstruować jako staropolskie imię *Dzidziela, które byłoby żeńskim odpowiednikiem męskiego imienia *Dzidziel (składające się z członu Dziad + przyrostek -el) z przyrostkiem -ela, por. z poświadczoną nazwą osobową z XV w. Dzidziula, lub uznać, że *Dzidziela to skrót nieznanego, pełnego imienia. Jednakże te wydania są późniejsze i zawierają własne odmiany teonimów, przez co są mniej wiarygodne.
Zdecydowana mniejszość badaczy uznaje autentyczność bogini; Aleksander Gieysztor wiązał brzmieniowo Dzidzilelę do bułgarskiego obrzędu Dodola.